# Омура, Сэйити
Сейити Омура (яп. 大村清, 4 мая 1892, Цуяма, Япония — 24 мая 1968) — японский государственный деятель, государственный секретарь (министр) внутренних дел Японии (1946—1947), директор Управления национальной обороны Японии (1954—1955).

## Биография
Окончил юридический факультет Киотского императорского университета, аспирантуру в Германии. Затем поступил на государственную службу в Министерство внутренних дел.
- 1935—1936 и январь — декабрь 1938 гг. — губернатор префектуры Нагано,
- 1938—1939 гг. — губернатор префектуры Канагава,
- 1939 г. — заместитель министра образования, культуры и спорта в кабинете Абэ Нобуюки,
- 1943 г. — председатель японского Студенческого союза,
- 1945—1946 гг. — заместитель министра образования Японии,
- 1946 г. — заместитель государственного секретаря (министра),
- 1946—1947 гг. — государственный секретарь (министр) внутренних дел Японии,
- 1949—1950 гг. — член постоянного комитета Палаты представителей,
- 1954—1955 гг. — директор Управления национальной обороны Японии.

В 1960—1963 гг. — депутат, в 1961—1962 гг. — председатель Дисциплинарного комитета Палаты представителей Японии.
Также являлся председателем научно-технического совета Либерально-демократической партии.
В 1965 г. стал кавалером Большой ленты ордена Священного сокровища.